# Juice Wrld
Jarad Anthony Higgins (2. prosince 1998 Chicago, Illinois, USA – 8. prosince 2019 Chicago, Illinois, USA), známý jako Juice WRLD, byl americký rapper a zpěvák. V roce 2018 vydal u Interscope Records své debutové album Goodbye & Good Riddance. Album obsahovalo skladbu „Lucid Dreams“, která se umístila na druhé příčce žebříčku Billboard Hot 100. V květnu 2023 Recording Industry Association of America (RIAA) vydala prohlášení, že Juice Wrld je držitelem zlatých a platinových desek odpovídajících 100 milionům prodaných kusů (po započítání streamů).

## Biografie

### Mládí a počátky kariéry (1998–2014)
Narodil se v roce 1998 v Chicagu v americkém státě Illinois. V roce 2001 se jeho rodiče rozvedli a otec opustil rodinu. Jarad byl nadále, spolu se svým bratrem, vychováván pouze svou matkou. Později vyrůstal ve městě Homewood, kde navštěvoval střední školu. Již v dětství začal užívat drogy. V šesté třídě požíval lean (kombinace silného kodeinového sirupu a limonády). V roce 2013 užíval percocet (mix oxykodonu a paracetamolu) a xanax. Současně ve školních letech kouřil cigarety a marihuanu.
Již od dětství tíhl k hudbě, kdy se učil na klávesy, kytaru, bicí a trubku. Rapu se začal věnovat až na střední škole.

### Počátky kariéry (2015–2017)
Od roku 2015 se začal věnovat tvorbě rapové hudby. V roce 2015 zveřejnil na hudební platformě SoundCloud svou první píseň s názvem „Forever“; tehdy ještě pod pseudonymem JuicetheKidd. Přezdívka Juice pochází ze stejnojmenného názvu filmu z roku 1992, ve kterém hrál rapper Tupac Shakur. V roce 2017 se spojil se svým dvorním producentem Nickem Mirou. V červnu z jejich spolupráce vzešla první oficiální EP s názvem 9 9 9. Na EP již byla později úspěšná píseň „Lucid Dreams“. V prosinci 2017 následovala EP Nothings Different. Z EP se stala na internetu populární píseň „All Girls Are the Same“, ke které byl natočený také videoklip. Úspěch mu napomohl k zisku smlouvy u nahrávací společnosti Interscope Records. Smlouva mu přinesla 3 miliony amerických dolarů. Píseň „All Girls Are the Same“ se tehdy umístila v žebříčku Billboard Hot 100 na 92. příčce, spolu s písní „Lucid Dreams“ (74. příčka).

### Goodbye & Good Riddance a Death Race For Love (2018–2019)
Píseň „Lucid Dreams“ byla v květnu 2018 znovu vydána jako oficiální singl a byl k ní také natočen videoklip. Po vydání se píseň umístila na 2. příčce žebříčku Billboard Hot 100. Ještě na konci května 2018 tak vyšlo jeho debutové album s názvem Goodbye & Good Riddance. Album bylo v době vydání zcela bez hostů. Debutovalo na 4. příčce žebříčku Billboard 200 s 39 000 prodanými kusy (po započítání streamů). V červnu 2018 vydal vzpomínkové EP Too Soon..., které věnoval zesnulým rapperům Lil Peepovi a XXXTentacionovi. Píseň z EP „Legends“ se umístila na 65. příčce žebříčku Billboard Hot 100. V červenci 2018 vydal singl „Wasted“ (ft. Lil Uzi Vert) (67. příčka), který se stal jeho první spoluprací s jiným rapperem. Píseň byla posléze přidána na album Goodbye & Good Riddance. Do konce roku 2018 se alba prodalo celkem 1 055 000 ks.
V srpnu 2018 hostoval na písni „No Bystanders“ (31. příčka) od Travise Scotta. V říjnu 2018 vydal společný mixtape s rapperem Futurem. Mixtape nese název Wrld on Drugs. Debutoval na 2. příčce žebříčku Billboard 200 s 98 000 prodanými kusy (po započítání streamů). Z mixtape pochází singl „Fine China“ (s Future) (26. příčka). V žebříčku Billboard Hot 100 se umístily ještě tři další písně: „Jet Lag“ (s Future (ft. Young Scooter)) (72. příčka), „Astronauts“ (s Future) (82. příčka) a „Make It Back“ (92. příčka). V listopadu 2018 vydal nový sólo singl „Armed and Dangerous“ (44. příčka).
V únoru 2019 vydal píseň „Robbery“, první singl ze svého tehdy plánovaného druhého alba. Singl se umístil na 27. příčce žebříčku Billboard Hot 100. Na konci února vyšel druhý singl „Hear Me Calling“ (38. příčka). Dne 8. března 2019 vyšlo i album Death Race For Love. Album debutovalo na 1. příčce žebříčku Billboard 200 se 165 000 prodanými kusy (po započítání streamů) během prvního týdne prodeje. Po vydání alba se v žebříčku Billboard Hot 100 umístily ještě čtyři další písně: „Empty“ (41. příčka), „Fast“ (47. příčka), „Maze“ (65. příčka) a „Flaws and Sins“ (91. příčka).

### Úmrtí
8. prosince 2019 utrpěl na letišti Chicago Midway srdeční záchvat. I přes rychlé zavolání záchranné služby zemřel při převozu do nemocnice. Podle očitých svědků před záchvatem požil několik pilulek léku na předpis Percocetu, který je zneužíván jako droga. Higgins si vzal léky, aby je skryl před agenty FBI, kteří na letišti čekali poté, co pilot jeho soukromého letadla ohlásil, že jsou na palubě palné zbraně. Agenti FBI při prohledávání soukromého letadla nalezli v zavazadlech 30 kilogramů marihuany. Současně byli zadrženi dva členové Higginsovy ochranky a obviněni z neoprávněného držení palných zbraní. Během prohlídky byla nalezena také lahev od kodeinového sirupu, ze kterého se vyrábí droga zvaná lean. Sám Higgins v létě 2019 přiznal, že měl na tuto látku vypěstovanou závislost, kterou se ale rozhodl překonat. Na konci ledna 2020 byla potvrzena příčina smrti. Jednalo se o nechtěné předávkování oxykodonem a kodeinem.

### Posmrtně vydaná tvorba
První posmrtně vydanou písní s Juice Wrldem byl Eminemův singl „Godzilla“ z ledna 2020. Singl obsadil 3. příčku žebříčku Billboard Hot 100. V únoru následoval singl od G Herba „PTSD“ (ft. Chance the Rapper, Juice Wrld a Lil Uzi Vert) (38. příčka) a v březnu singl „Suicidal“ od YNW Melly (20. příčka).
V dubnu vyšel jeho první posmrtný sólo singl „Righteous“, který se vyšplhal na 11. příčku a slouží jako vedoucí singl z alba Legends Never Die. Album mělo původně nést název The Outsiders, což byl název, který oznámil ještě Juice Wrld, ale label se spolu s rodinou rozhodl pro více vzpomínkový název. Album bylo vydáno v červenci 2020 a debutovalo na první příčce žebříčku Billboard 200 se 497 000 prodanými kusy za první týden prodeje (po započítání 422 milionů streamů). Pochází z něj další čtyři singly „Tell Me U Luv Me“ (s Trippie Redd) (38. příčka), „Life’s a Mess“ (s Halsey) (9. příčka), „Come & Go“ (s Marshmello) (2. příčka) a „Wishing Well“ (5. příčka). Do žebříčku Billboard Hot 100 se dostalo celkem 17 písní z alba. Pět z nich se umístilo v Top 10 žebříčku. Juice WRLD tím byl teprve třetím umělcem, který toho dosáhl (vedle The Beatles a Drakea). Vedle singů „Life’s a Mess“, „Come & Go“ a „Wishing Well“ šlo o písně „Conversations“ (7. příčka) a „Hate the Other Side“ (s Marshmello (ft. Polo G a The Kid Laroi)) (10. příčka). Po úspěchu alba byl vydán bonusový singl „Smile“ (s The Weeknd) (8. příčka). V říjnu album překonalo hranici 2 miliard streamů, a to pouze při počítání streamů v USA. V prosinci vyšel další nový singl „Real Shit“ (s Benny Blanco) (72. příčka) a „Reminds Me Of You“ (s The Kid Laroi). V lednu roku 2021 byl vydán singl „Bad Boy“ (s Young Thug) společně s videoklipem nahraným před jeho smrtí.
V prosinci 2021 mu vyšlo album Fighting Demons. První singl „Already Dead“ (20. příčka) byl zveřejněn v listopadu 2021. Ve stejnou dobu jako album vyšla i poslední část dokumentární série HBO Max Music Box s názvem Juice Wrld: Into the Abyss. V prosinci následoval druhý singl „Wandered to LA“ (s Justin Bieber) (49. příčka). V únoru 2022 byla vydána jako singl píseň „Cigarettes“ (43. příčka).
V roce 2022 vyšly nezařazené singly „In My Head“ (23. příčka) a „Face 2 Face“ (92. příčka). Jeho dřívější nahrávka byla použita také na singlu „Bye Bye“ od hudebního producenta a DJ Marshmello (53. příčka).
V roce 2023 bylo ohlášeno vydání dalšího alba s názvem The Party Never Ends. V březnu roku 2023 vyšel singl „The Light“ (86. příčka). Album bylo opakovaně odkládáno. Novým hlavním singlem se v prosinci 2023 stala píseň „Lace It“ (s Eminemem a Bennym Blancem) (85. příčka). Album nakonec vyšlo na konci listopadu 2024. Dalším singlem byla píseň „AGATS2 (Insecure)“  (ft. Nicki Minaj) (68. příčka).

## Diskografie

### Studiová alba
- 2018: Goodbye & Good Riddance
- 2019: Death Race for Love
- 2020: Legends Never Die
- 2021: Fighting Demons
- 2024: The Party Never Ends

### Mixtapes
- 2017: 9 9 9
- 2018: Wrld on Drugs (s Future)

### Úspěšné singly
Singly umístěné v žebříčku Billboard Hot 100:
- 2018: „All Girls Are the Same“
- 2018: „Lucid Dreams“
- 2018: „Lean wit Me“
- 2018: „Legends“
- 2018: „Wasted“ (ft. Lil Uzi Vert)
- 2018: „Fine China“ (s Future)
- 2018: „Armed and Dangerous“
- 2019: „Robbery“
- 2019: „Hear Me Calling“
- 2019: „Hate Me“ (s Ellie Goulding)
- 2019: „Bandit“ (s YoungBoy Never Broke Again)
- 2020: „Righteous“
- 2020: „Tell Me U Luv Me“ (s Trippie Redd)
- 2020: „Go“ (s The Kid Laroi)
- 2020: „Life’s a Mess“ (s Halsey)
- 2020: „Come & Go“ (s Marshmello)
- 2020: „Wishing Well“
- 2020: „Smile“ (s The Weeknd)
- 2020: „Real Shit“ (s Benny Blanco)
- 2020: „Reminds Me of You“ (s The Kid Laroi)
- 2021: „Bad Boy“ (s Young Thug)
- 2021: „Already Dead“
- 2021: „Wandered to LA“ (s Justin Bieber)
- 2021: „Cigarettes“
- 2022: „In My Head“
- 2022: „Face 2 Face“
- 2023: „The Light“
- 2023: „Lace It“ (s Eminem a Benny Blanco)
- 2024: „AGATS2 (Insecure)“  (ft. Nicki Minaj)